# یواس‌اس فایرکرست (ای‌ام‌سی-۳۳)
یواس‌اس فایرکرست (ای‌ام‌سی-۳۳) (به انگلیسی: USS Firecrest (AMc-33)) یک کشتی بود که طول آن ۷۶ فوت ۶ اینچ (۲۳٫۳۲ متر) بود. این کشتی در سال ۱۹۳۷ ساخته شد.